# Сабек, Александр Эдуардович
Александр Эдуардович Сабек (1864—1909) — русский инженер и учёный, профессор.

## Биография
Родился 27 марта (8 апреля по новому стилю) 1864 года в деревне Борщаковка Киевской губернии в семье немецкого поданного, служившего садовником. Затем семья переехала в Киев, где Александр начал учиться в приходской школе. Продолжил обучение в гимназии Харькова, куда переехал к своим родственникам. После окончания гимназии решил поступать в ветеринарный институт, но по открытии в Харькове технологического института, поступил в последний. В 1890 году он с отличием окончил Харьковский технологический институт (его имя было занесено на мраморную доску) с присвоением звания инженера-технолога.
По окончании института работал химиком на свеклосахарном заводе в Харьковской губернии, затем — помощником мастера на Роганской фабрике оберточной бумаги (ныне Роганская картонная фабрика в Харьковской области Украины), позже — на Паненковской писчебумажной фабрике Дитятковского товарищества (ныне Понинковская картонно-бумажная фабрика в Хмельницкой области Украины). Проработав на фабрике два с половиной года, перешел на работу техническим директором Успенской писчебумажной фабрики близ Тюмени.
Склонность к преподавательской деятельности, проявившаяся еще в студенческие годы, когда Александр Сабек занимался репетиторством, побудила его обратиться в отдел Промышленных училищ Министерства народного просвещения с просьбой предоставить место преподавателя в средней технической школе. Директор Харьковского технологического института В. Л. Кирпичёв, которому написал письмо отдел Промышленных училищ, сообщил, что ввиду необходимости профессоров в предполагаемом к открытию Томском технологическом институте, следует командировать А. Э. Сабека, выделявшегося своими способностями в институте, на обучение за границу. В 1898 году отдел Промышленных училищ направил его в двухгодичную командировку в Швейцарию и Германию, которая была продолжена еще на один год.
По возвращении из командировки, с 1 июня 1901 года, приказом попечителя Западно-Сибирского учебного округа Сабек был назначен штатным преподавателем черчения и начертательной геометрии в Томский технологический институт (ТТИ, позже политехнический институт, ныне политехнический университет). С 1 января 1902 года по представлению Совета ТТИ исполнял должность экстраординарного профессора по кафедре химической технологии минеральных веществ.
Был секретарем (1904–1905) и деканом (1905–1909) инженерно-строительного отделения, в 1906 году исполнял должность директора института. Александр Эдуардович Сабек также являлся членом строительного комитета по возведению зданий и сооружений института, председателем библиотечной комиссии (1903–1905), членом комиссии по изданию лекций и учебных пособий, членом испытательной комиссии по выпуску первых инженеров на механическом отделении (1906), председателем испытательной комиссии на инженерно-строительном отделении (1909).
А. Э. Сабек имел обширную личную книжную коллекцию.
Умер 26 июня (9 июля по новому стилю) 1909 года в Познани, Царство Польское, куда поехал лечиться по направлению томских врачей.
Был награжден орденом Святой Анны 3-й степени (1905 год). В Российском государственном историческом архиве имеются документы, относящиеся к А. Э. Сабеку.